# Хояха (приток Пякупура)
Хояха (устар. Косомы-Яха) — река в России, протекает по территории Пуровского района Ямало-Ненецкого автономного округа. Устье реки находится в 433 км по правому берегу реки Пякупур. Длина реки составляет 39 км. 
Начинается в болотистой местности в безымянном озере на высоте 98,0 метров над уровнем моря. Течёт в общем северо-западном направлении, берега заболочены, поросли сосново-берёзовым лесом. Основной приток — река Янгъяха, впадает справа. В бассейне Хояхи расположено озеро Топумейто.
В низовьях достигает ширины 12 метров и глубины 1,5 метра. Дно песчаное, скорость течения 0,6 м/с.

## Данные водного реестра
По данным государственного водного реестра России относится к Нижнеобскому бассейновому округу, водохозяйственный участок реки — Пур, речной подбассейн реки — подбассейн отсутствует. Речной бассейн реки — Пур.
Код объекта в государственном водном реестре — 15040000112115300055301.